# 否定神学
否定神学（ひていしんがく、ギリシア語 apophatike theologia）とは、キリスト教神学において、神を論ずる際に使われた方法論の一つ。ラテン語では via negativa 否定の道、否定道　とも呼ぶ。

## 概要
神の本質は人間が思惟しうるいかなる概念にも当てはまらない、すなわち一切の述語を超えたものであるとして、「神は～でない」と否定表現でのみ神を語ろうと試みる。肯定神学とともに、キリスト教神学における二潮流を形作る。神秘主義との関連が強く、またドイツ語圏を中心に哲学へも影響を与えた。
また、視野を広げて見るとインドや中国においても、ウパニシャッドの思索者やインド仏教の龍樹（ナーガールジュナ）の中論、中国仏教の三論宗においても彼等は、その哲理を「無」や「不」などの否定に托して語っている。

## 具体例
- 万物の原因であって万物を超えているものは、非存在ではなく、生命なきものでもなく、理性なきものでもなく、知性なきものでもない。
- 万物の原因であって万物を超えているものは、身体をもたず、姿ももたず、形ももたず、質ももたず、量ももたない。
- 万物の原因であって万物を超えているものは、いかなる場所にも存在せず、見られもせず、感覚で触れることもできず、感覚もせず、感覚されることもできない。
- 万物の原因であって万物を超えている者は全ての理論 論理 概念 肯定と否定の二元性に縛られず有限ではない（『神秘神学』より[2]）

- 得も無く亦至も無く、断ならず亦常ならず、生ぜず亦滅せず、是を説いて涅槃と名づく。（『中論』「涅槃品第二十五」より[1]）

- されば名号（みょうごう）は青（しょう）黄（おう）赤（しゃく）白（びゃく）の色にもあらず。長短方円の形にもあらず、有（う）にもあらず無（む）にもあらず、五味（ごみ）をもはなれたる故に。口にとなふれどもいかなる法味（ほうみ）ともおぼへず。すべていかなるものとも思い量（はかる）べき法（ほう）にあらず。これを無疑（むぎ）無慮（むりょ）といひ、十方の諸佛はこれを不可思議とは讃（さん）じたまへり。唯（ただ）声にまかせてとなふれば、無窮（むぐう）の生死（しょうじ）をはなるる言語道断の法なり。（一遍上人語録『門人伝説』より[3]）

## 否定神学の目的と思想
この神学は「いかなる仕方で神に様々な属性を述語づけることが可能か」を目的とするものではなく、「いかにして神と合一し、神を賛美するべきか」を問題とし、探求することを目的としている 。
そして、否定神学は人間が神と合一する最終局面において、人間が神の臨在のなかで言語にも思惟にも窮してしまい、ただ沈黙するしかできなくなったときの神理解を問題とするのである。
理性によって神を知る方法は二つの方法があり、その一つは肯定的に知る方法で、もう一つは否定的に知る方法である。我々は、神の創造に触れれば認めないわけにはいかないその無上の完全さのために、神は聖であり、賢明であり、慈悲に満ち、神こそ光であり、生命であるという言葉で肯定的に表現することができる。しかし、神はすべての被造物を超えていることから、否定的方法も存在する。つまり、神は賢明であられるが、神の所有される英知は人間の持つ知恵とは質が違っており、神の真、善、美は人間の知っている真、善、美とは異なっているのである。それ故に、神は人間の知っているどんなものとも似ていない、つまり、神について人間が持っている概念では、神を認識するにはまったく不十分であるということを心に留めておかなければならないのである。

## 歴史
否定神学は偽ディオニュシオス・アレオパギテスの書、『神名論』『神秘神学』（6世紀ごろ）で展開されたが、イエス・キリストと同時代のユダヤ人哲学者で中期プラトン学派のフィロンの著作『カインの子孫』、3世紀新プラトン学派のプロティノスの著作『エネアデス』（「善なるもの一なるもの」）、4世紀の神学者ニュッサのグレゴリウスの『モーセの生涯』にその原型を見出すことが出来る。偽ディオニュシオスは肯定神学と否定神学の二つの道を示す。肯定神学により人が認識する神についての知識は有意義ではあるが神についての一面的な知識に過ぎない。神についての知識は肯定神学と否定神学を併用することによってより深く探求できる、あるいは浄化、照明、合一の道を実践できるというものである。
『神秘神学』に代表される「ディオニュシオス文書」は、7世紀の告白者マクシモスや8世紀のダマスコのヨアンネスなどに受容され、正教会神学における静寂主義（ヘシュカズム）の成立にも影響を与えた。さらに偽ディオニュシオスの著作は9世紀のヨハネス・スコトゥス・エリウゲナによりラテン語訳されるとともに、『天上位階論』に対する註解書『天上位階論註解』も著されて、以後「ディオニュシオス文書」は西方神学にも東方神学同様に絶大な権威を持って受容されていった。
トマス・アクイナス、マイスター・エックハルト、ニコラウス・クザーヌスやドイツ神秘主義にその受容と影響をみることができる。また、14世紀イギリスの『不可知の雲』の匿名の著者によって英語に翻訳されて、17-18世紀のイギリス神秘主義の黄金期にも影響を与えている。